# Benjamin Mitchell
Benjamin "Ben" Mitchell (Gold Coast, 30 de noviembre de 1992) es un tenista profesional australiano.

## Carrera
Su ranking más alto a nivel individual fue el puesto Nº 204, alcanzado el 2 de marzo de 2015. A nivel de dobles alcanzó el puesto Nº 303 el 27 de enero de 2014.
Participa principalmente alternando en el circuito de la ITF y de la ATP Challenger Series.
Ha ganado hasta el momento 1 título de la categoría ATP Challenger Series en la modalidad de dobles.

### 2013
Gana su primer título challenger  de su carrera en el mes de octubre. Junto a su compatriota Thanasi Kokkinakis ganan el Melbourne Challenger en la modalidad de dobles, derrotando en la final a lo australianos Alex Perno y Andrew Whittington.

## Títulos; 1 (0 + 1)
| Leyenda                        | Individuales | Dobles |
| ------------------------------ | ------------ | ------ |
| Grand Slam (tenis)\|Grand Slam | 0            | 0      |
| ATP World Tour Finals          | 0            | 0      |
| ATP World Tour Masters 1000    | 0            | 0      |
| ATP World Tour 500 Series      | 0            | 0      |
| ATP World Tour 250 Series      | 0            | 0      |
| ATP Challenger Series          | 0            | 1      |

### Dobles
| N.º | Fecha      | Torneo                  | Superficie | Compañero          | Oponentes en la final         | Resultado |
| --- | ---------- | ----------------------- | ---------- | ------------------ | ----------------------------- | --------- |
| 1.  | 26.10.2013 | Challenger de Melbourne | Dura       | Thanasi Kokkinakis | Alex Perno Andrew Whittington | 6–3, 6-2  |